# T Velorum
T Velorum är en pulserande variabel  av Delta Cephei-typ (DCEP) i stjärnbilden Seglet.
Stjärnan varierar mellan visuell magnitud +7,68 och 8,34 med en period av 4,63974 dygn.